# 韓国の家
韓国の家 (한국의 집、ハングゲ＝ジブ) は、大韓民国のソウル特別市中区筆洞に位置する、韓国の伝統文化を体験できる空間であり、飲食店である。コリアハウス (Korea House) と呼ばれることもある。韓国文化財保護財団が年中無休で運営している。韓国の家がある場所には、李氏朝鮮時代に王朝の研究機関である集賢殿の学者をつとめた朴彭年の私邸があった。建物は大韓民国の重要無形文化財である大木匠の申鷹秀氏が、景福宮の慈慶殿を模して1980年に建築したものである。1981年に正式にオープンした。